# گمینا یاشونووکا
گمینا یاشونووکا (به لهستانی:  Gmina Jasionówka) یک گمینا در لهستان است که در شهرستان مونگکی واقع شده‌است. گمینا یاشونووکا ۹۶٫۷۳ کیلومتر مربع مساحت و ۲٬۹۶۲ نفر جمعیت دارد.